# دشت ژوساندالا
دشت ژوساندالا (انگلیسی: Zhusandala Plain) دشتی در شهرستان بالقاش استان آلماتی و شهرستان معین‌قوم استان ژمبیل کشور قزاقستان است.